# Exomalopsis
Exomalopsis is een geslacht van vliesvleugelige insecten uit de familie bijen en hommels (Apidae)

## Soorten
- E. aequabilis Timberlake, 1980
- E. aequalis Timberlake, 1980
- E. affabilis Timberlake, 1980
- E. alexanderi Almeida & Silveira, 1999
- E. amoena Timberlake, 1980
- E. analis Spinola, 1853
- E. apicalis Timberlake, 1980
- E. arcuata Timberlake, 1980
- E. atlantica Silveira, 1996
- E. aureosericea Friese, 1899
- E. auropilosa Spinola, 1853
- E. badioventris Timberlake, 1980
- E. bahamica Timberlake, 1980
- E. bakeri Timberlake, 1980
- E. bartschi Timberlake, 1980
- E. bechteli Timberlake, 1980
- E. bicellularis Michener & Moure, 1957
- E. binotata Timberlake, 1980
- E. birkmanni Cockerell, 1922
- E. boharti Timberlake, 1980
- E. bomanii (Holmberg, 1903)
- E. bruesi Cockerell, 1914
- E. byersi Timberlake, 1980
- E. callura Cockerell, 1912
- E. campestris Silveira, 1996
- E. collaris Friese, 1899
- E. comitanensis Timberlake, 1980
- E. compta Timberlake, 1980
- E. cyclura Cockerell, 1938
- E. dasypoda Strand, 1910
- E. digressa Timberlake, 1980
- E. dimidiata Timberlake, 1980
- E. diminuta Silveira, 1996
- E. fernandoi Moure, 1989
- E. fulvihirta Timberlake, 1980
- E. fulvipennis Schrottky, 1910
- E. fulvofasciata Smith, 1879
- E. fumipennis Timberlake, 1980
- E. heteropilosa (Strand, 1910)
- E. hurdi Timberlake, 1980
- E. iridipennis Smith, 1879
- E. jenseni Friese, 1908
- E. limata Cresson, 1878
- E. lissotera Moure, 1943
- E. mellipes Cresson, 1878
- E. mexicana Cresson, 1878
- E. minor Schrottky, 1910

- E. morelosensis Timberlake, 1980
- E. mourei Michener, 1954
- E. neglecta Buysson, 1892
- E. nigrihirta Timberlake, 1980
- E. nigrior Timberlake, 1980
- E. notabilis Timberlake, 1980
- E. otomita Cresson, 1878
- E. paitensis Cockerell, 1926
- E. paraguayensis Schrottky, 1909
- E. pilosa Smith, 1854
- E. planiceps Smith, 1879
- E. pubescens Cresson, 1865
- E. pueblana Timberlake, 1980
- E. pulchella Cresson, 1865
- E. robertsi Timberlake, 1980
- E. rufipes Schrottky, 1909
- E. rufitarsis Smith, 1879
- E. similis Cresson, 1865
- E. snowi Cockerell, 1906
- E. solani Cockerell, 1896
- E. solidaginis Cockerell, 1898
- E. solitaria Brèthes, 1910
- E. sororcula Brèthes, 1909
- E. spangleri Timberlake, 1980
- E. subtilis Timberlake, 1980
- E. tarsalis Timberlake, 1980
- E. tepaneca Cresson, 1876
- E. testacea Smith, 1854
- E. testaceinervis Brèthes, 1910
- E. tibialis Timberlake, 1980
- E. tomentosa Friese, 1899
- E. trifasciata Brèthes, 1910
- E. vernoniae Schrottky, 1909
- E. vincentana Cockerell, 1917
- E. ypirangensis Schrottky, 1910